# Андреј Колганов
Андреј Иванович Колганов (рус. Андре́й Ива́нович Колга́нов; Калињинград, 1955) је руски марксистички економиста. Професор је на Московском државном универзитету Ломоносов. Главни је истраживач на Институту за економију, Руске академије наука. Заједно са својим блиском сарадником Александром Бузгалином, сматра се једним од главних представника савременог марксизма у Русији.

## Биографија
Андреј Колганов је рођен 22. маја 1955. године у Калињинграду. Економски факултет, Московског државног универзитета завршава 1979. када и добија запослење на истом као научни сарадник. Докторске студије започиње 1979. а звање доктора економских наука добија 1990.
Члан Централног комитета руског огранка Комунистичке партије Совјетског Савеза постаје 1990. године. У том периоду учествује у стварању платформе унутар партије која је имала за циљ окупљање промарксистички оријентисаних чланова.
Након распуштања Комунистичке партије Совјетског Савеза одбија да учествује у покушају њеног поновног обнављања, и уместо тога се окреће политичком раду са синдикалним активистима. Током Уставне кризе 1993. учествовао је у демонстрацијама подршке парламенту, а против тадашњег председника Бориса Јељцина.
Током 2005. и 2006. био је један од организатора Руског социјалног форума. Један је од уредника руског левичарског часописа "Алтернативе".
Титулу "Заслужног научног сарадника Московског универзитета" добија 2006. године.
Аутор је више од 400 научних радова, од чега 88 рецензираних чланака у научним часописима, и 28 монографија. У свом научном раду најчешће сарађује са својим блиским сарадником Александром Бузгалином.
Аутор је и више уџбеника. Учествовао је у писању првог руског уџбеника о транзиционој економији. Уџбеник "Класична политичка економија", који је Колганов написао у сарадњи са Александром Бузгалином и Олгом Барашковом, је 2018. добио награду "Економска књигa године".